# Xinshi
Xinshi (léase Sin-Shi, en chino, 新市区; pinyin, Xīnshì  qū; literalmente, ‘nueva ciudad’, en uigur: يېڭىشەھەر رايونى, romanizado: Yéngisheher rayoni) es un distrito urbano bajo la administración directa de la Prefectura Urumqi en la Región autónoma de Sinkiang, República Popular China. Su área es de 142 km² y su población total para 2020 superó los 730 mil habitantes.

## Administración
Desde octubre de 2021, el distrito de Xinshi se divide en 22 pueblos que se administran en 17 subdistritos,  1 poblados y 4 villas.